# Keys to Ascension 2
Pour les articles homonymes, voir Ascension.
Albums de Yes
Something's Coming: The BBC Recordings 1969–1970
(1997) Open Your Eyes
(1997)
Keys to Ascension 2 est le cinquième album live et le seizième album studio du groupe de rock progressif anglais Yes. Il est publié sous la forme d'un double album, le 3 novembre 1997 par Essential Records et succède à l'album live/studio précédent, Keys to Ascension. Après le retour du guitariste Steve Howe et du claviériste Rick Wakeman dans le groupe en 1995, le groupe s'est installé à San Luis Obispo, en Californie, et commence la création de nouveaux morceaux. Les retrouvailles de cette configuration particulière est promue par trois concerts au Fremont Theater de la ville en mars 1996, la première performance live des cinq membres depuis 1979. Keys to Ascension 2 comprend la moitié restante du set live des concerts de 1996 et cinq nouveaux morceaux enregistrés en studio, dont deux qui marquent le retour du groupe à l'écriture de morceaux longs.
Keys to Ascension 2 reçoit des critiques mitigées de la part des critiques musicaux. Il atteint la 62e place du UK Albums Chart et la 169e place du Billboard 200 aux États-Unis. Une tournée promotionnelle en Amérique du Nord devait commencer en juin 1997, mais elle est annulée car Wakeman était déjà engagé sur d'autres projets, ce qui a conduit à son départ du groupe. Le matériel studio des albums Keys to Ascension est compilé sur Keystudio (en) en 2001, et les deux albums sont réédités dans leur intégralité en 1998 et 2010, ce dernier avec la vidéo de concert comme disque bonus.

## Historique
Au milieu de l'année 1995, le guitariste Steve Howe et le claviériste Rick Wakeman réintègrent le groupe qui comprend également le chanteur Jon Anderson, le bassiste Chris Squire et le batteur Alan White. Les cinq se réunissent à San Luis Obispo, en Californie, pour répéter et enregistrer de nouveaux morceaux en studio. Ils donnent des concerts au Fremont Theater du 4 au 6 mars 1996, la première performance live de cette formation depuis 1979 et la tournée de l'album Tormato. La première moitié de leur set live des concerts de 1996, plus deux nouveaux morceaux studio, sont sortis sous le nom de Keys to Ascension en octobre 1996 par Essential Records.
Au moment de la sortie de Keys to Ascension, le label exprime le souhait que le groupe sorte environ 45 minutes de nouveau matériel studio avec les morceaux live inédits restants des concerts de 1996 en tant que second volet de la série Keys to Ascension. Le groupe accepte et doit remettre l'album terminé avant la fin du mois de novembre 1996 en échange d'une somme d'argent versée par le label à Noël,. Wakeman est « fortement opposé » au titre de l'album en raison de son enthousiasme pour la qualité des nouvelles chansons que Yes avait enregistrées et qui, selon lui, méritaient de sortir dans un album séparé.

## Production

### Chansons live
Le premier disque contient les derniers titres live inédits des trois concerts donnés au Fremont Theatre en mars 1996. Cela inclut des morceaux de Time and a Word de 1970, The Yes Album de 1971, Close to the Edge de 1972, et Going for the One de 1977.

### Chansons studio
Le deuxième disque contient cinq morceaux de studio qui sont enregistrés à partir de l'automne 1995. Après avoir fait la promotion de Keys to Ascension, le groupe finalise les arrangements principalement à partir des idées qu'Anderson, Squire et White avaient déjà formulées et enregistre les morceaux en novembre 1996. Le groupe loue un bâtiment à San Luis Obispo qui était autrefois une banque et y installe un studio d'enregistrement qui sera plus tard appelé Yesworld Studio sur les notes de la pochette de l'album,. Tom Fletcher travaille avec le groupe, mais il n'est disponible que pour superviser la production des pistes live car, il a des engagements avec Steve Lukather. C'est alors que Squire suggère à Billy Sherwood, qui avait joué des guitares supplémentaires lors de la tournée de Yes en 1994, de compléter la production du matériel studio ainsi que l'enregistrement, l'ingénierie et le mixage supplémentaires. C'est la première fois que Wakeman travaille avec Sherwood, et le claviériste fait l'éloge de l'attitude de Sherwood et de ses contributions à l'album. Wakeman était particulièrement satisfait des pistes studio de Keys to Ascension 2, les évaluant comme étant « à des années-lumière » du matériel studio de son prédécesseur. Il explique cela par la maturité des chansons et la plus grande contribution du groupe en termes de ce qu'ils ont joué avec les autres membres, ce qui n'avait pas été fait depuis longtemps.
Mind Drive est à l'origine une chanson que répétait le supergroupe  XYZ comprenant Squire, White, et le guitariste Jimmy Page. Children of the Light est initialement écrite par Jon and Vangelis en 1986 sous le nom de Distant Thunder. Une version démo est enregistrée par Anderson Bruford Wakeman Howe et est incluse en tant que piste cachée sur la réédition 2011 d’Anderson Bruford Wakeman Howe sortie en 1989. Les paroles de la chanson sont imprimées sur le livre de tournée du groupe en 1991. La version originale de Children of the Light comprenait une introduction au clavier écrite par Wakeman intitulée Lightning, mais elle est retirée avant la sortie de l'album. En 1998, Howe déclare que l'introduction avait été retirée en raison de l'insatisfaction générale du groupe, une opinion que la maison de disques partageait également. La section est restaurée sur l'album compilation Keystudio (en) de 2001, qui combine les pistes studio des deux albums Keys to Ascension. La version de Children of the Light sur la compilation, cependant, a un couplet enlevé.

### Pochette
Comme son prédécesseur, Keys to Ascension 2 présente une illustration de Roger Dean sur une jaquette qui entoure le boîtier. Sur la jaquette, la couleur prédominante de l'image est le magenta, mais le livret reprend la peinture dans sa couleur bleue d'origine.

## Réédition
Les titres studio de cet album et de Keys to Ascension sont réédités sur Keystudio (en). L'ensemble de l'album est réédité en 2010 avec son précédent album compagnon Keys to Ascension et la vidéo de concert du même nom dans le cadre du coffret Keys to Ascension.

## pistes
| 1. | I've Seen All Good People - I - Your Move - II - All Good People                                                            | Jon Anderson, Chris Squire           | 7:16  |
| 2. | Going for the One | Anderson                             | 4:58  |
| 3. | Time and a Word | Anderson, David Foster               | 6:23  |
| 4. | Close to the edge - I - The Solid Time of Change - II - Total Mass Retain - III - I Get Up I Get Down - IV - Seasons of Man | Anderson, Steve Howe                 | 19:40 |
| 5. | Turn of the Century | Anderson, Howe, Alan White           | 7:55  |
| 6. | And You and I - I. - Cord of Life - II. - Eclipse - III. - The Preacher the Teacher - IV. - Apocalypse                      | Anderson, Bill Bruford, Howe, Squire | 10:48 |

| 1. | Mind Drive                                                | Anderson, Squire, White, Howe, Rick Wakeman | 18:37 |
| 2. | Foot Prints                                               | Anderson, Squire, Howe, White               | 9:09  |
| 3. | Bring Me to the Power                                     | Anderson, Howe                              | 7:25  |
| 4. | Children of Light - I - Children of Light - II - Lifeline | Anderson, Squire, Vangelis, Howe, Wakeman   | 6:02  |
| 5. | Sign Language                                             | Howe, Wakeman                               | 3:32  |

## Musiciens
Les crédits sont adaptés des notes de pochette de l'album en 1997.
- Jon Anderson : chant, harpe, guitare
- Steve Howe : guitare 6 et 12 cordes, guitare pedal steel, chœurs
- Chris Squire : basse, harmonica sur And you and I, chœurs
- Rick Wakeman : claviers
- Alan White : batterie, chœurs

## Classements
| Classements (2016)            | Meilleure position |
| ----------------------------- | ------------------ |
| Royaume-Uni (UK Albums Chart) | 62                 |
| États-Unis (Billboard 200)    | 169                |